# Gournay-le-Guérin
Gournay-le-Guérin es una comuna francesa situada en el departamento de Eure, en la región de Normandía.

## Demografía
| 160 | 147 | 159 | 133 | 136 | 138 | 124 |
| Para los censos de 1962 a 1999 la población legal corresponde a la población sin duplicidades (Fuente: INSEE [Consultar]) |     |     |     |     |     |     |